# Jakob Weismann
Jakob Weismann (* 4. April 1854 in Mainz; † 24. August 1917 in Greifswald) war ein deutscher Jurist und Hochschullehrer.
Jakob Weismann studierte von 1872 bis 1875 in Heidelberg, Leipzig und Gießen Jura. In Gießen absolvierte er beide juristischen Prüfungen und wurde dort, nach der Arbeit in einer Anwaltskanzlei und einer Zeit als Hilfsrichter am Landgericht Leipzig, im Januar 1876 zum Dr. iur. promoviert. 1879 habilitierte er sich in Leipzig. Danach war Weismann bis 1884 Privatdozent und bis 1886 außerordentlicher Professor für Rechtswissenschaft in Leipzig.
Von 1886 bis 1917 war Weismann Professor für Zivilprozess, Strafrecht und Strafprozess an der Universität Greifswald. Hier wurde er 1897 zum Rektor gewählt. Für seine Verdienste in Lehre und Forschung erhielt er 1899 den Roten Adlerorden 3. Klasse. 1906 wurde ihm anlässlich der 450-jährigen Bestehens der Hochschule der Titel eines Geheimen Justizrates verliehen. Den Kronenorden 3. Klasse mit Schleife bekam er 1911.

## Schriften (Auswahl)
- Hauptintervention und Streitgenossenschaft. Leipzig 1884
- Die Feststellungsklage. 2 Bände, Bonn 1879
- Lehrbuch des deutschen Zivilprozessrechtes. 2 Bände, Stuttgart 1903–1905